# Арка Стеллера
Арка Стеллера — базальтовый останец в Алеутском районе Камчатского края, памятник природы регионального значения. Останец высотой 20,6 м расположен на юго-западном берегу острова Беринга, в 3890 м к юго-востоку от мыса Полуденный, вблизи устья реки Перегонной.
Арка названа в честь Георга Вильгельма Стеллера, немецкого естествоиспытателя, адъюнкта Петербургской Академии наук, участника Второй Камчатской экспедиции, зимовавшего в 1741—1742 гг. на острове Беринга после крушения пакетбота «Святой апостол Пётр».